# Incroyables et Merveilleuses
 (mai 2022).

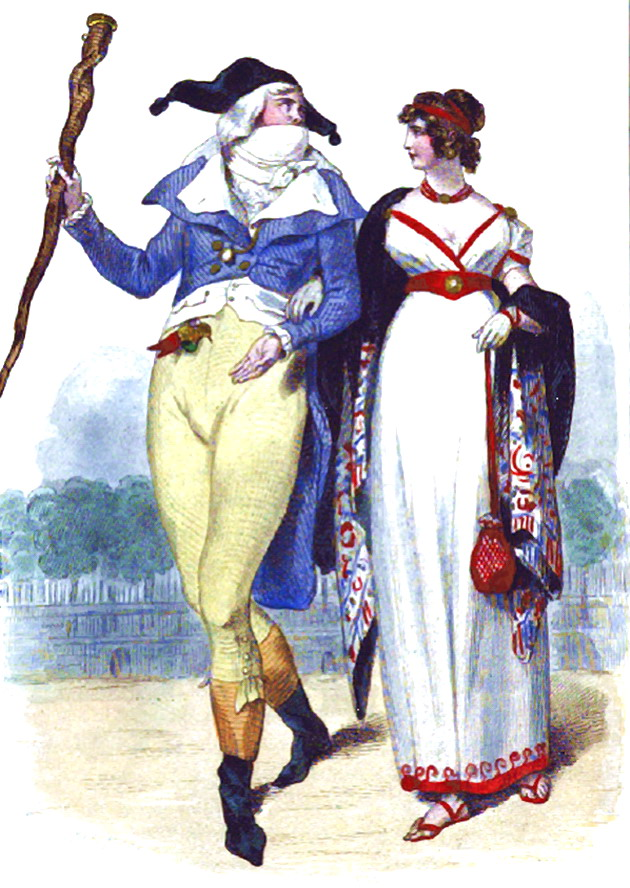
Incroyable et Merveilleuse.

Les Incroyables et Merveilleuses sont un courant de mode de la France du Directoire caractérisé par sa dissipation et ses extravagances, en réaction au style « égalitaire » de la carmagnole, pantalon et gilet à rayures, sabots et bonnet phrygien popularisé par les Jacobins.

## Cadre

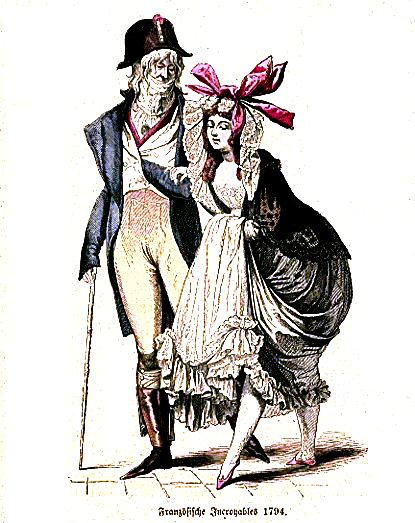
Un Incroyable et une Merveilleuse.

Le 27 juillet 1794, la chute de Robespierre marque le début de la réaction thermidorienne. Dès le lendemain de sa mort sur l’échafaud, les carrosses réapparaissent ; il y a de nouveau des maîtres et des domestiques. Quand la loi du maximum est abolie, et surtout, quand le Directoire succède à la Convention, les magasins se signalent par leurs étalages.
Au lendemain de la Terreur, les Français sortis des prisons ou revenus d’exil, ou tout simplement soulagés de voir la fin de la Terreur, se jettent avec frénésie dans tous les plaisirs.
Parmi les trente ou quarante théâtres et 644 bals publics qui faisaient recette, il y avait les bals des victimes, où n’étaient admis que ceux qui affirmaient avoir perdu des parents par l’échafaud, où l’on dansait en habits de deuil, et où l’on saluait d’un coup sec de la tête, comme si elle eût été frappée du couteau de la guillotine. Dans les théâtres, on applaudissait les allusions qui semblaient avoir trait au jacobinisme, à la tyrannie ; la « jeunesse dorée », les muscadins, ainsi nommés parce que le parfum du musc et celui de la muscade faisaient alors fureur, applaudissaient les allusions subversives, hostiles à la République.
Le chant du Réveil du peuple, qui passait pour réactionnaire, retentissait partout. Le chansonnier Ange Pitou colportait dans les rues et les carrefours des chansons contre le Directoire.

## Incroyables

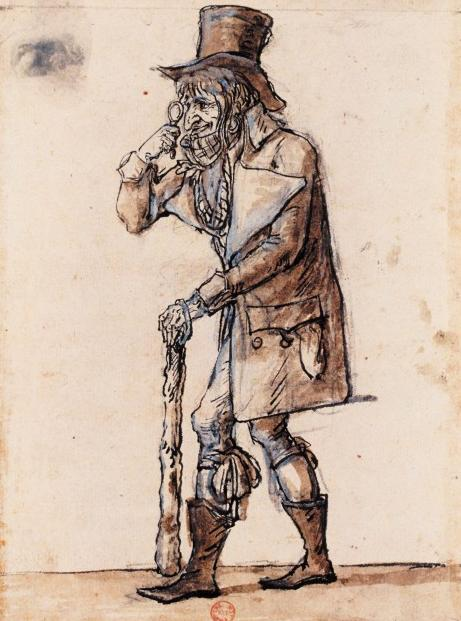
Un Incroyable. Dessin de Desrais.

C’est dans cet environnement que la jeunesse, qui décidait du suprême bon ton de l’époque, depuis le choix du costume jusqu’aux formes du langage, lança une nouvelle mode : les hommes, élégants, muscadins, merveilleux ou incroyables, portaient de longues tresses de cheveux, tombant sur les épaules, ou les cheveux abattus le long des tempes que l’on nommait « oreilles de chien » ; un peigne d’écaille relevait, derrière la tête, de manière à figurer un chignon et à rappeler la toilette des condamnés à mort, des cheveux qui devaient être coupés avec un rasoir et non des ciseaux, jugés trop vulgaires. Ils portaient d’immenses anneaux aux oreilles, d’énormes lunettes sur le nez ou bien un énorme binocle à long manche devant les yeux, comme s’ils étaient affectés de myopie.
Les signes principaux auxquels se reconnaissaient les élégants de cette époque étaient des redingotes très courtes, un habit à grand collet, faisant une gibbosité sur le dos, comme s’ils eussent été bossus, une gigantesque cravate semblant cacher un goitre ou des écrouelles, des culottes de velours ou de nankin noir ou vert mal ajustées et faisant paraître leurs genoux cagneux, des bas chinés, tire-bouchonnés sur la jambe, comme s’ils avaient été dépourvus de mollets. En grande toilette, l’incroyable remplaçait sa redingote courte par un habit à taille carrée et à grands revers, un chapeau claque d’une dimension énorme se glissait sous son bras, et ses souliers pointus rappelaient les chaussures à la poulaine du Moyen Âge.
Non contents de paraître myopes, contrefaits et malingres, les Incroyables et les Merveilleuses se signalaient également par la singularité et l’affectation de leur manière de prononcer les mots.
La lettre « r », notamment, se prononçait normalement le plus souvent roulée, mais à cette prononciation jugée trop « provinciale », on commença à substituer une prononciation « à l'anglaise », plus douce, presque inaudible, qui donnait l'impression de faire disparaître le « r » aux oreilles habituées au roulement apical. Une légende veut que le « r » était tombé en disgrâce pour constituer la première lettre du mot « Révolution » qui avait « fait tant de mal ». Mais les affectations de prononciation sont un peu antérieures à la révolution et ne concernent pas uniquement le « r » : le « l » et le « g » ont aussi été affectés par cette mode d'accent cosmopolite, qui tendait à rendre moins « dures » toutes les consonnes, par affectation intellectuelle.
Les élégants manifestaient leur étonnement par des superlatifs affectés, tel « incroyable », « merveilleux », qui devenaient : « Ma pa’ole d’honneu’ ! C’est inc’oyable ! ». Cette habitude popularisa le surnom d’« Incroyables » pour les hommes, de « Merveilleuses » pour les femmes, ou encore de « muscadins ».
Si étiolés qu’ils voulussent paraître, les Incroyables ne sortaient pourtant qu’avec un énorme gourdin, noueux ou en spirale, qu’ils appelaient leur « pouvoir exécutif », et dont ils se servaient pour traquer et rosser les Jacobins. Ces exactions sont une des facettes de ce que l'on a appelé la Terreur blanche. En signe de ralliement, ils avaient adopté la perruque blonde et le collet noir, ce qui amenait des rixes continuelles, soit avec les collets rouges démocratiques, soit avec les soldats républicains.

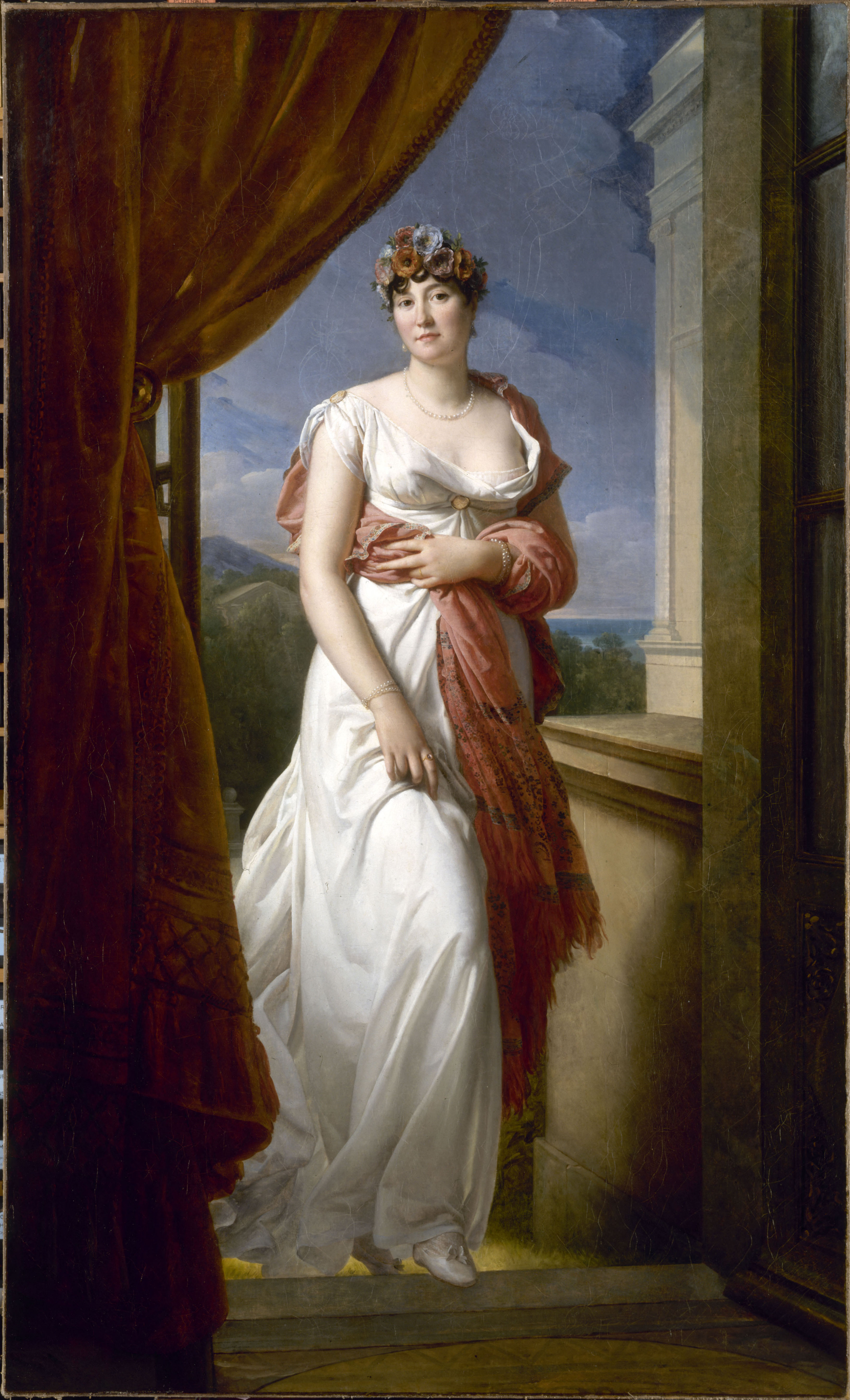
Madame Tallien par Gérard.

Les salons de Barras, le moderne Régent, ceux de Thérésa Tallien, le lycée-bal de l’hôtel Thellusson furent les principaux lieux de réunion de cette « jeunesse dorée ». On y voyait figurer, avec les beaux danseurs du temps, comme Pierre Trénitz et Lafitte, les chanteurs Pierre-Jean Garat, Jean Elleviou et Jean-Blaise Martin, un certain nombre de jeunes gens dont les noms aristocratiques avaient eu un tout autre genre d’illustration dans l’Ancien Régime. On y remarqua également souvent un homme à qui ne devait guère coûter une extravagance de plus, le vieux duc de Lauraguais, imitant, outrant même le costume baroque et l’incompréhensible zézaiement de la jeune génération.

## Merveilleuses

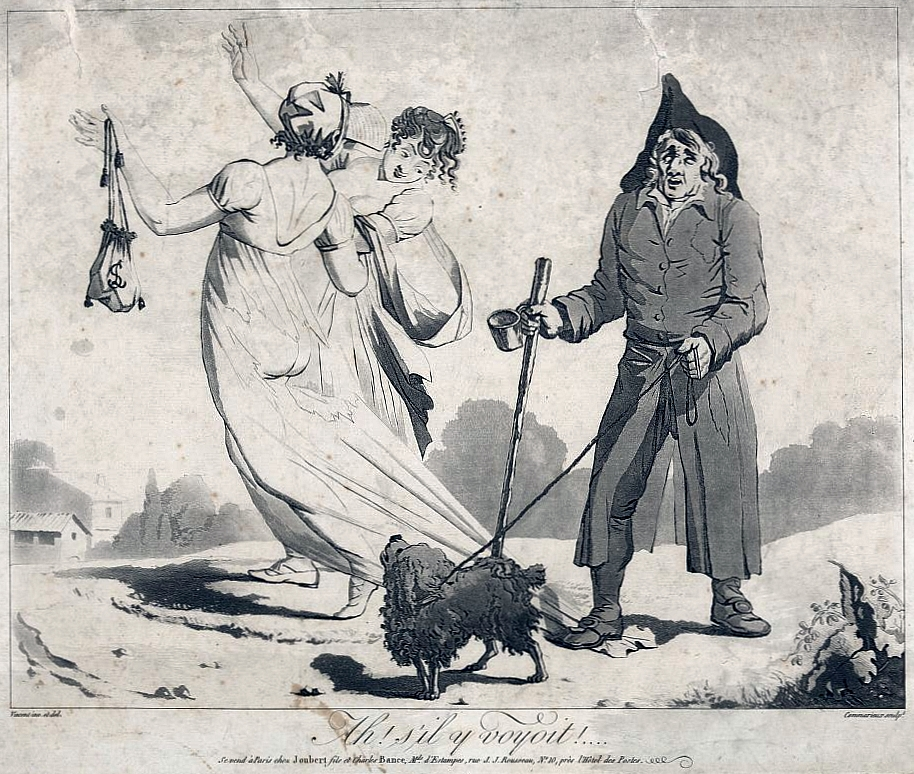
« Ah ! S’il y voyoit ! » Gravure satirique anonyme de 1797 montrant un aveugle déchirant par mégarde la robe transparente d’une Merveilleuse qui expose ainsi ses fesses au public.

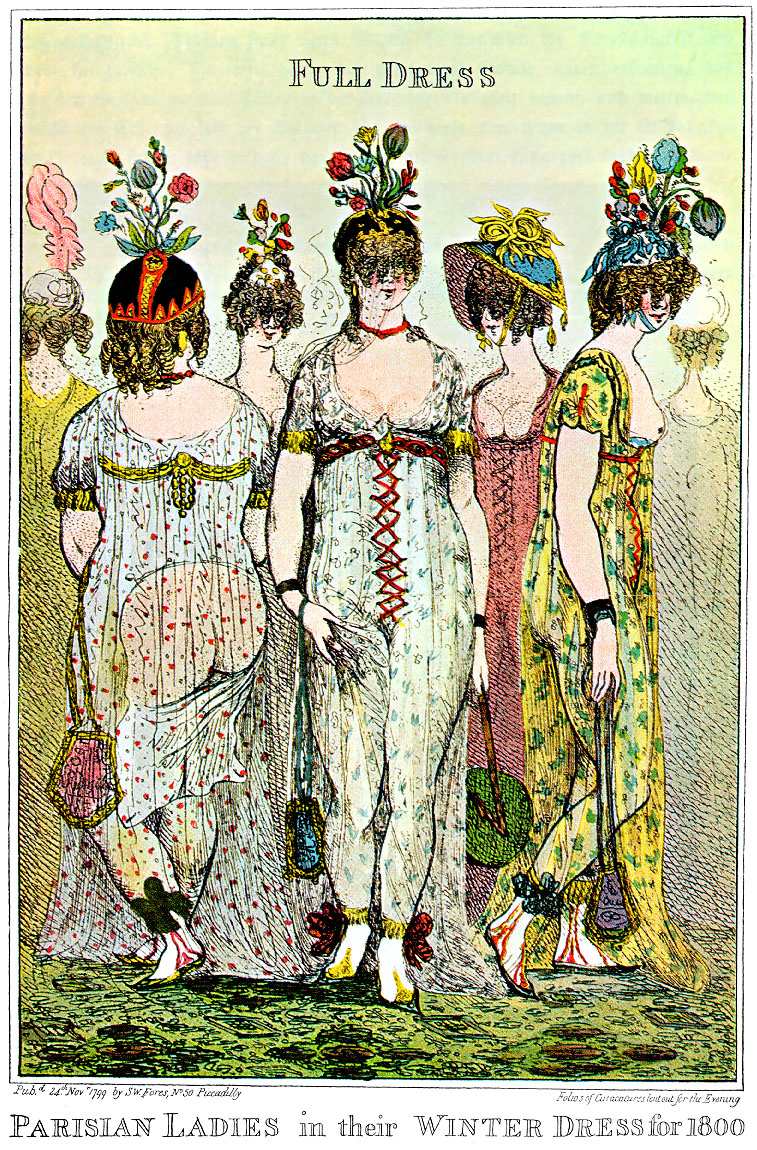
Parisiennes en costume d’hiver pour 1800. Caricature anglaise de Cruikshank.

Les élégantes de 1797 ne restèrent pas en arrière de leurs cavaliers : les Merveilleuses, empruntant à l’Antiquité païenne, prétendirent s’habiller ou plutôt se déshabiller à la grecque ou à la romaine, leur toilette consistant principalement en manteaux, costumes, tuniques à la grecque. La mythologie étant à l’ordre du jour, il y eut des tuniques « à la Cérès » et « à la Minerva », des redingotes « à la Galathée », des robes « à la Flore », « à la Diane », « à l’Omphale ». Faites d’étoffes légères et même diaphanes, ces robes étaient trop collantes pour qu’on puisse y coudre des poches, ce qui obligea les élégantes à porter le mouchoir dans un sac appelé, d’un mot grec, « balantine » ou, d’un mot latin, « réticule ». Se chaussant de cothurnes, de sandales attachées au-dessus de la cheville par des rubans entrecroisés ou des lanières garnies de perles, quelques-unes joignirent à l’adoption de ces costumes de nouvelles excentricités : la « reine » des Merveilleuses, Thérésa Tallien, ayant imaginé d’orner ses orteils laissés à nu de bagues de prix, elles l’imitèrent et portèrent des cercles d’or aux jambes.
Tantôt, sur une vaste perruque blonde, elles arboraient des chapeaux immenses ; tantôt elles portaient les cheveux courts et frisés, comme ceux des bustes romains. Les reines de la mode d’alors étaient, outre Thérésa Tallien, que l’on appelait alors « Notre-Dame de Thermidor », Joséphine de Beauharnais, Fortunée Hamelin, qui poussa le plus loin l’audace dans la nouveauté, Juliette Récamier, Germaine de Staël et Mme Raguet, que l’on comparait à Minerve et à Junon, etc.
Voulant se faire remarquer davantage, plusieurs Merveilleuses imaginèrent de se montrer, dans les promenades et les jardins publics, couvertes seulement de toilettes de gazes transparentes, de robes si légères, si diaphanes, en quelque sorte plus indécentes qu’une entière nudité, qu’on pouvait les nommer de l'« air tissu ». Le public s’en étant scandalisé, une réprobation générale s’éleva contre ces ultra-merveilleuses, qui furent contraintes de renoncer à ces innovations.

## Représentations
Cette époque voit aussi plusieurs parvenues du jour, illustrées par le personnage caricatural Madame Angot, offrir le spectacle burlesque de se travestir en merveilleuses et porter les vêtements grecs avec une risible et ridicule gaucherie.
Carle Vernet a donné, dans ses caricatures d’Élégants de 1795, d’Incroyables et de Merveilleuses du Directoire, de curieux spécimens du costume des classes oisives qui obtinrent un succès populaire.
En l’an III parut le Journal des Incroyables « ou les hommes à pa’ole d’honneu’ », par Car. — Diatribe contre les Incroyables.

## Galerie

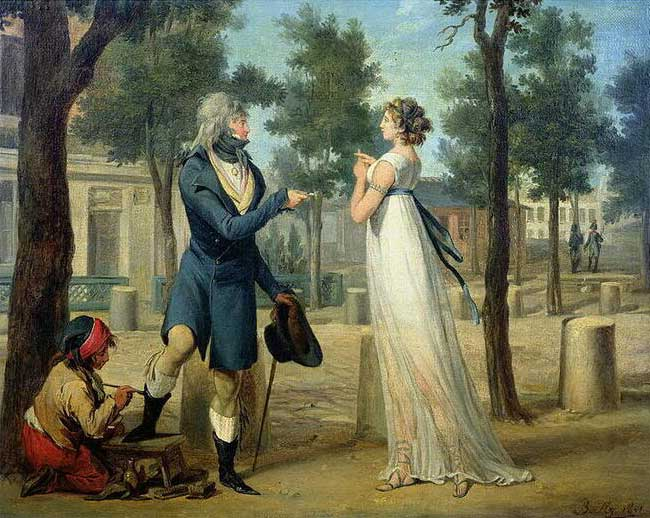
Point de convention (vers 1797), une jeune fille est prise pour une prostituée à cause de sa robe transparente.
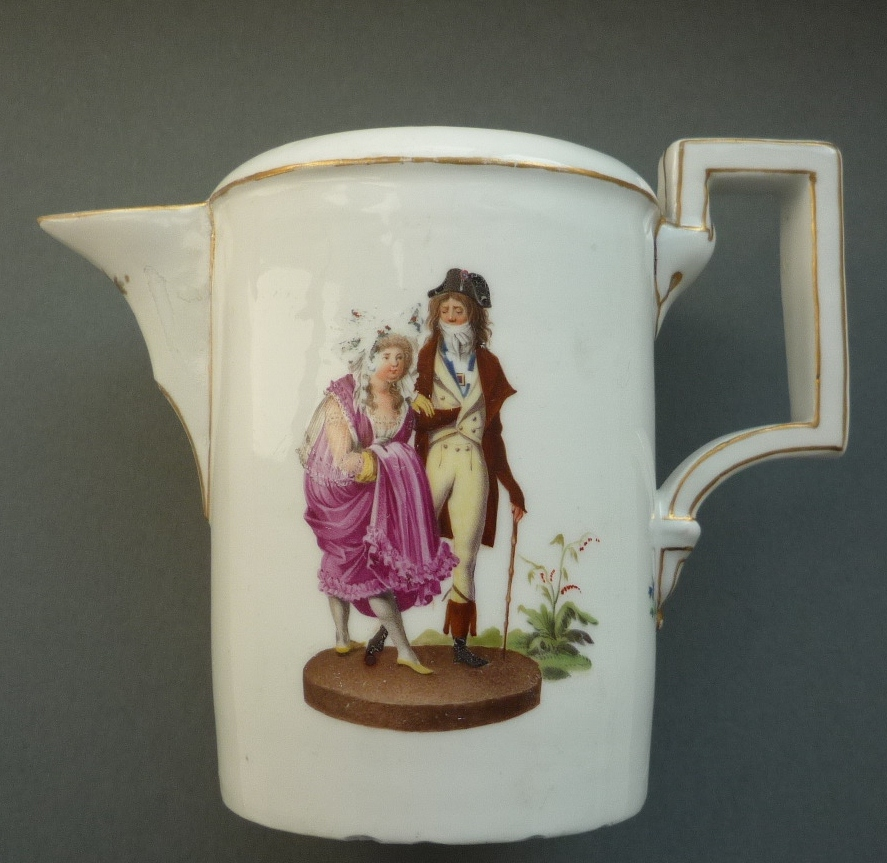
Incroyable et Merveilleuse, porcelaine de Frankenthal.
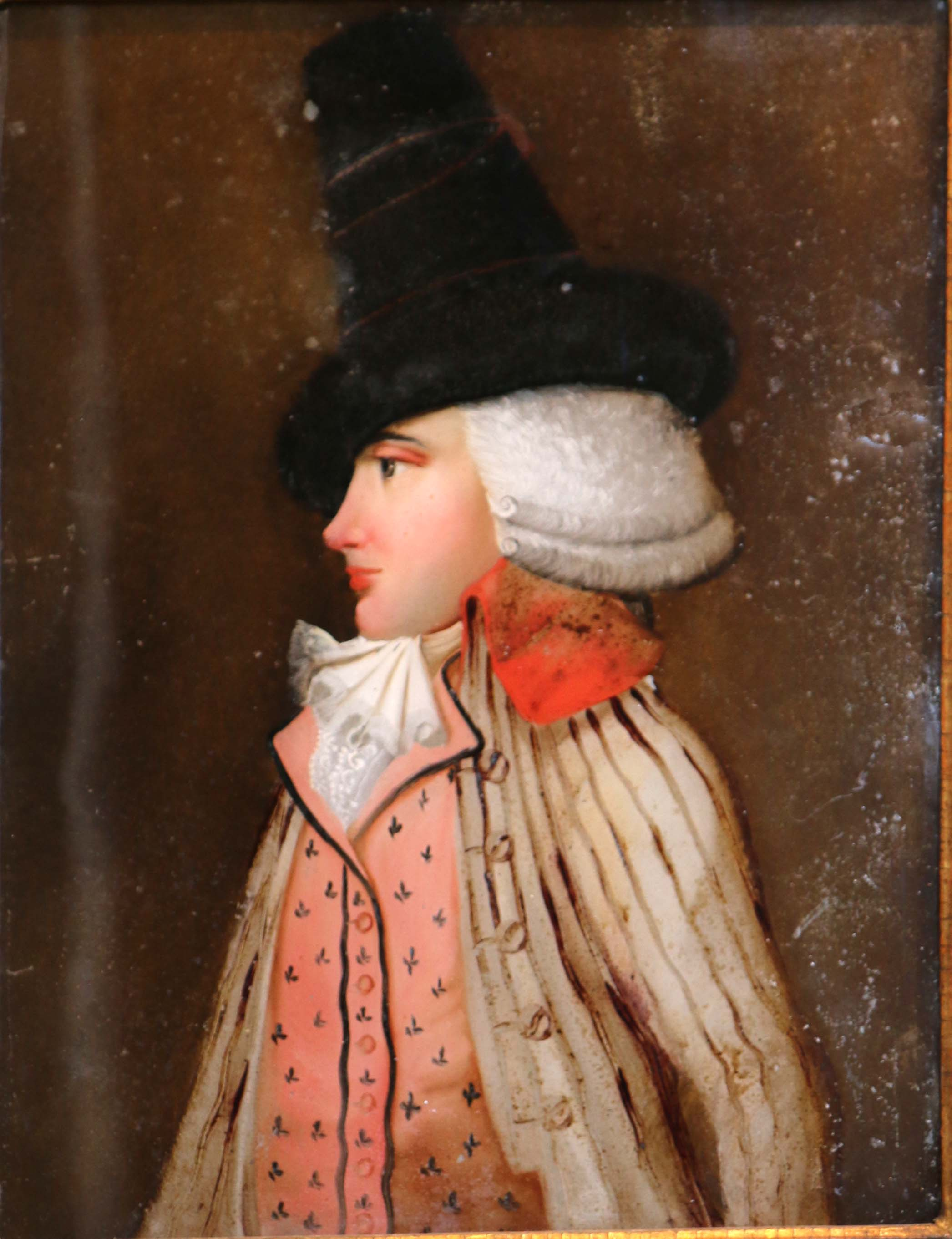
Incroyable, peinture sous verre, musée Borély, Marseille.
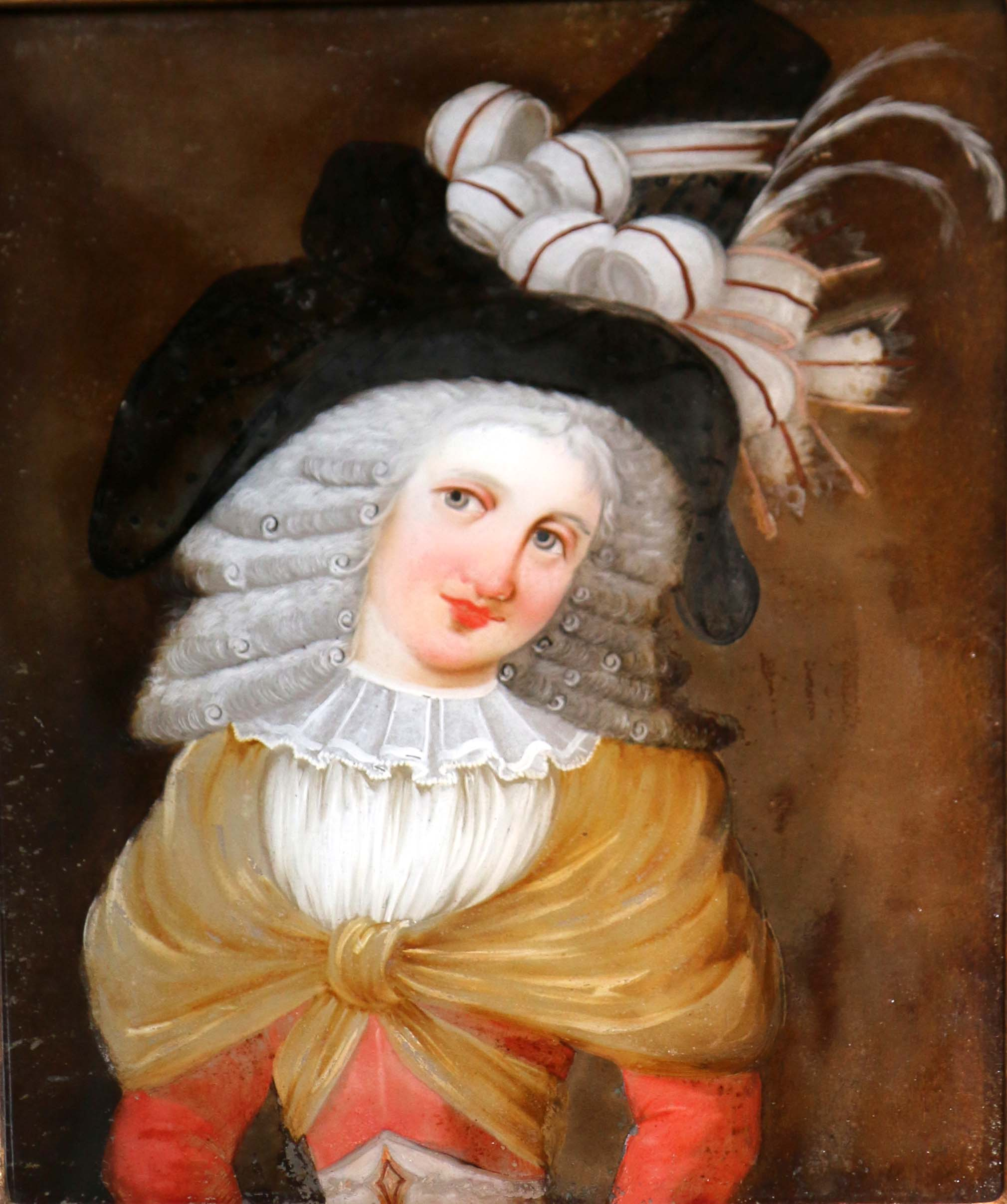
Merveilleuse, peinture sous verre, musée Borély.
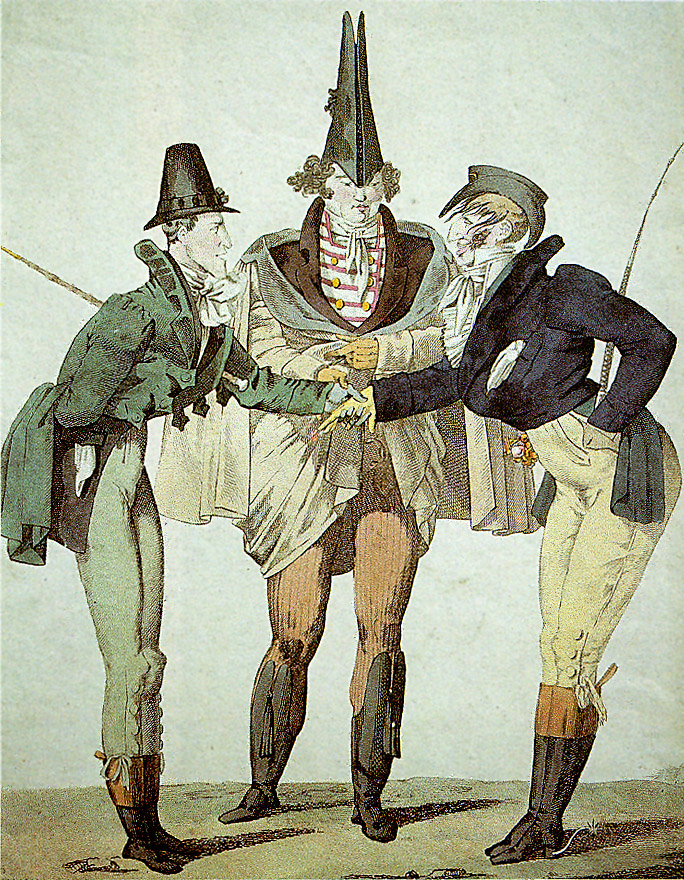
Les Modernes Incroyables, Caricatures parisiennes, 1810.

## Exposition
- Musée Carnavalet (Paris), début 2005[4].